# Oleh Yashchuk
Oleh Yashchuk (en russe Oleg Iachtchouk) est un footballeur ukrainien, né le 26 octobre 1977 à Hrybova. Il possède également la nationalité belge.
Évoluant au poste d'attaquant, il est essentiellement connu pour avoir joué au RSC Anderlecht durant dix saisons.

## Biographie
Oleh Yashchuk commence le football à l'âge de 13 ans au Karpaty Lviv. En 1994, il rejoint le Nyva Ternopil avec qui il inscrit dix buts en 34 apparitions. En 1996, lors des Championnats d'Europe moins de 16 ans il est remarqué par un recruteur du RSC Anderlecht.
Il évolue au sein de l'attaque du club belge. Joueur percutant et ayant le sens du but, il connaît de nombreuses blessures et se voit également confronter à la concurrence de Tomasz Radzinski, Aruna Dindane et Jan Koller. Lorsque Pär Zetterberg et Walter Baseggio quittent Anderlecht, il devient le joueur le plus ancien de l'équipe. Durant ces 10 ans au club, Iachtchouk joue 119 rencontre pour un total de 31 buts.
En 2006, il est transféré au PAE Ergotelis Héraklion club de première division grecque. Le 14 juin 2007, il revient en Belgique et signe un contrat de deux ans avec le Cercle Bruges KSV. Iachtchouk inscrit, au cours de la saison 2007-2008, 10 buts en championnat et termine meilleur buteur du Cercle avec Tom De Sutter et Stijn De Smet. Le 3 avril 2009, il signe un nouveau contrat de quatre jusqu'à la fin de la saison 2012-2013.
Le 6 janvier 2013, il est prêté pour une demi-saison au KVC Westerlo. Il annonce l'arrêt de sa carrière à la fin de la saison. Le 19 août 2013, il s'engage cependant pour le projet du nouveau club BX Bruxelles.
Il devient en 2015 entraîneur des U14 du RSC Anderlecht puis, en 2016, prend la responsabilité des U19

## Palmarès
- Champion de Belgique en 2000, 2001, 2004 et 2006 avec le RSC Anderlecht.
- Vice-champion de Belgique en 2003 et 2005 avec le RSC Anderlecht.
- Finaliste de la Coupe de Belgique en 1997 avec le RSC Anderlecht et en 2010 avec le Cercle Bruges KSV.
- Vainqueur de la Coupe de la Ligue belge en 2000 avec le RSC Anderlecht.